# Максаков, Максимилиан Карлович
Максимилиа́н Ка́рлович Макса́ков (настоящие имя и фамилия — Макс Шварц (нем. Max Schwartz); 1869, Черновицы, Буковина, Австро-Венгерская империя — 26 марта 1936, Москва) — российский и советский оперный певец (баритон), режиссёр, антрепренёр и педагог.
Обладал мощным и выразительным голосом красивого мягкого тембра широкого диапазона. Его исполнение отличалось артистичностью, продуманной фразировкой, использованием грима. За 50 лет сценической деятельности исполнил 120 партий.

## Биография
Родился в 1869 году в еврейской семье. Рано оставшись без родителей, воспитывался дедом. С десяти лет принимал участие в спектаклях гастролирующей в Черновицах Будапештской оперетты, в которых исполнял роли девочек, позднее — женские роли (до 16 лет певец имел голос колоратурного сопрано). Позже жил в Киеве, где выступал с комическими куплетами в саду Шато-де-Флёр в «еврейском квартете братьев Шварц», которым управлял его старший брат Натан Шварц. Квартет гастролировал в разных городах юга России, в том числе в Харькове и в 1881 году в Ростове-на-Дону. С 16 лет некоторое время жил в Петербурге, где брал уроки пения у Камилло Эверарди. Впервые вышел на сцену в 1886 году в Санкт-Петербурге. По другим данным дебютировал в 1889 году в партии Демона («Демон» А. Рубинштейна) в Ростове-на-Дону. Затем брал уроки пения в Милане у Артуро Буцци.
Вернувшись в Россию, работал солистом Тифлисской оперы (1889—1897 и 1900 годы) и совершенствовался в пении под руководством Е. Ряднова. В 1889—1897 годах одновременно выступал в Бакинской опере, где в это время пел итальянский певец Л. Джиральдони. До Октябрьской революции гастролировал в Казани, Перми, Саратове, Вильно, Киеве, Одессе, Харькове, Москве (на сцене Большого театра и театра «Аквариум»), Петербурге (в Большом зале консерватории, Частной опере, антрепризе У. Гвиди), Ялте, в городах Сибири и Дальнего Востока, а также в Вене. Позже выступал в Астрахани (1920—1923 годы, здесь же был руководителем театра) и Тбилиси (1929 год). Был первым исполнителем партий Мегаса («Горный сокол»), Потемкина («Потемкинский праздник»), Алеко («Алеко» в Тифлисе), Вольфрама («Тангейзер» в Казани). Записывался на грампластинки в Петербурге («Граммофон», 1901) и Москве («Граммофон», 1909; «Стелла», 1911).
М. К. Максаков являлся также крупным антрепренёром ряда оперных трупп в Петербурге, Тифлисе, Харькове, Воронеже, Одессе. В 1910 году он организовал «Товарищество оперных артистов», в составе которого выступал как певец и режиссёр. Выезжал с Товариществом на гастроли по городам Российской империи. Последнее выступление певца состоялось летом 1933 года в Доме отдыха Большого театра в Поленове.
В 1925—1927 годах он преподавал в Ленинграде, затем в Москве (до 1930 года — в ГИТИСе).
Учитель и первый муж народной артистки СССР, солистки Большого театра (меццо-сопрано) Марии Максаковой, на которой Максаков был женат вторым браком. Его первая жена — Ксения Васильевна Иорданская, также оперная певица, умерла от холеры в годы Гражданской войны в Астрахани. Максимилиан и Мария Максаковы долго жили в московских коммуналках, и только в 1935 году супруги получили отдельную квартиру в доме № 7 в Брюсовом переулке.
Умер 26 марта 1936 года в Москве, похоронен на Введенском кладбище (12 уч.).
Некоторые записи певца находятся в архиве Государственного центрального музея музыкальной культуры им. М. И. Глинки.